# Electramar-Serie
Als Electramar-Serie wird eine Serie von zwölf Küstenmotorschiffen der schwedischen Reederei AtoB@C Shipping bezeichnet.
Die Schiffe mit Hybridantrieb und vorderem Deckshaus werden seit März 2022 auf der indischen Werft Chowgule and Company gebaut. Das Typschiff wurde Mitte Dezember 2023 abgeliefert. Die Ablieferung der Schiffe soll 2026 abgeschlossen werden.

## Geschichte
Die ersten sechs Einheiten der Serie wurden im September 2021 von der schwedische Reederei AtoB@C Shipping bestellt. Gleichzeitig wurden mehrere Optionen für weitere Einheiten vereinbart. Die Baukosten der ersten sechs Einheiten belaufen sich auf rund 70 Mio. Euro. Die Bestellung wurde im Juni 2022 zunächst um eine weitere Einheit und im August 2022 um weitere fünf Einheiten auf insgesamt zwölf Schiffe erweitert.
Die Schiffe werden auf der indischen Werft Chowgule and Company gebaut. Der Bau der Schiffe begann mit dem ersten Stahlschnitt für das Typschiff am 15. März 2022.

## Beschreibung
Die Schiffe verfügen über einen Hybridantrieb aus dieselmechanischem und Elektroantrieb. Sie sind mit jeweils einem Yanmar-Dieselmotor mit 1920 kW Leistung ausgestattet, der über ein Getriebe auf einen Verstellpropeller mit Kortdüse wirkt. Für den Elektroantrieb stehen Akkumulatoren mit einer Kapazität von 994 kWh zur Verfügung. Die Schiffe sind mit einem Landstromanschluss ausgerüstet. Für die Stromerzeugung stehen zwei von Dieselmotoren mit jeweils 350 kW Leistung angetriebene Generatoren sowie ein mit 450 kW Leistung angetriebener Wellengenerator zur Verfügung. Weiterhin wurde ein von einem Dieselmotor mit 145 kW Leistung angetriebener Notgenerator verbaut. Die Schiffe sind mit einem elektrisch mit 300 kW Leistung angetriebenen Bugstrahlruder ausgestattet. Dank Akkumulatoren und Landanschluss können die Schiffe im Hafen vollelektrisch betrieben und die Dieselgeneratoren abgeschaltet werden. Der Hybridantrieb erlaubt auch, die Schiffe beim Navigieren im Hafen und beim An- und Ablegen elektrisch anzutreiben und somit die Emission von Luftschadstoffen zu reduzieren. Um die Emission von klimaschädlichem CO2 zu verringern, werden die Dieselmotoren der Schiffe auch mit Dieselkraftstoffen betrieben, die zumindest teilweise aus erneuerbaren Quellen wie Speiseölen, tierischen Fetten oder pflanzlichen Ölen stammen. Darüber hinaus kann auch Biodiesel für den Antrieb genutzt werden.
Das Deckshaus befindet sich im vorderen Bereich der Schiffe. Dies erlaubt eine uneingeschränkte Voraussicht von der Brücke beim Transport voluminöser Decksladung. Gleichzeitig dient das vordere Deckshaus als Wetterschutz für Decksladungen. Die Schiffe sind für bis zu neun Besatzungsmitglieder eingerichtet. Der Bug der Schiffe ist gedeckt. Der Maschinenraum ist im hinteren Bereich der Schiffe untergebracht. Der Rumpf der Schiffe ist eisverstärkt (Eisklasse 1A).
Die Schiffe verfügen über einen kastenförmigen Laderaum hinter dem Deckshaus. Dieser ist 60,18 m lang, 13,35 m breit und 9,60 m hoch. Im vorderen Bereich verjüngt sich der Laderaum auf einer Länge von 2,24 m auf eine Breite von 11,66 m. Die Kapazität des Laderaums beträgt 7650 m³. Der Laderaum kann mit drei Schotten in der Länge unterteilt werden. Die Schotten können an elf Positionen aufgestellt werden. Im vorderen Bereich kann auf 28,60 m und im hinteren Bereich auf 9,50 m Länge ein Zwischendeck eingehängt werden. Die Höhe unter dem Zwischendeck beträgt 4,60 m und über dem Zwischendeck 4,50 m. Der Laderaum ist mit zehn Stapellukendeckeln verschlossen, die mithilfe eines Lukenwagens bewegt werden können. Im Heckbereich steht hinter dem Laderaum weitere Decksfläche zum Transport von Ladung zur Verfügung. Die Fläche ist auf einer Länge von 9,30 m Länge 13,30 m breit und auf einer Länge von 6,0 m Länge 11,40 m breit.
Die Tankdecke kann mit 15 t/m², das Zwischendeck mit 2,5 t/m² und Lukendeckel und der hintere Decksbereich mit 1,75 t/m² belastet werden.
An Deck und auf den Lukendeckeln können Container geladen werden. Die Kapazität beträgt 100 TEU.

## Schiffe
| Electramar-Serie | Electramar-Serie | Electramar-Serie | Electramar-Serie                                  |
| Bauname          | Baunummer        | IMO-Nummer       | Kiellegung Stapellauf Ablieferung                 |
| ---------------- | ---------------- | ---------------- | ------------------------------------------------- |
| Electramar       | C-275            | 9951824          | 4. Mai 2022 21. Juni 2023 15. Dezember 2023       |
| Stellamar        | C-276            | 9951836          | 4. August 2022 1. Oktober 2023 5. April 2024      |
| Ecomar           | C-277            | 9951848          | 25. Januar 2023 18. Januar 2024 13. Juni 2024     |
| Aquamar          | C-278            | 9951850          | 28. April 2023 17. September 2024                 |
| Maximar          | C-279            | 9951862          | 28. Juli 2023 5. September 2024 20. Dezember 2024 |
| Terramar         | C-280            | 9951874          | 6. November 2023 11. Dezember 2024 14. März 2025  |
| Biomar           | C-281            | 9956276          |                                                   |
| Ventumar         | C-282            | 9956288          |                                                   |
| Fleximar         | C-283            | 9956290          |                                                   |
| Astramar         | C-284            | 9956305          |                                                   |
| Megamar          | C-285            | 9956317          |                                                   |
| Luxomar          | C-286            | 9956329          |                                                   |

Die Schiffe werden unter der Flagge Zyperns mit Heimathafen Limassol betrieben.